# Evangelische Kirche Blankenstein

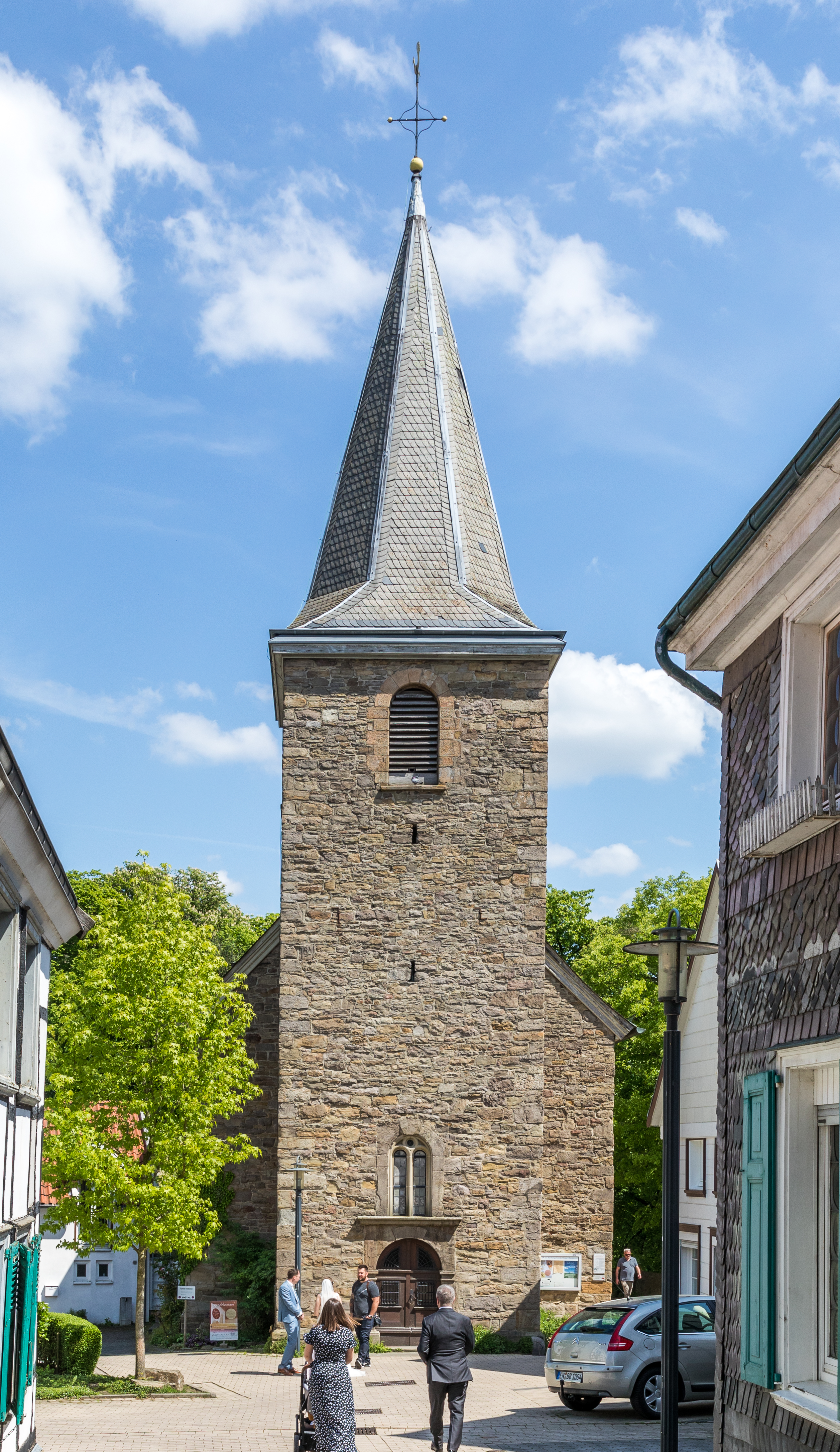
Kirche an der Burgstraße

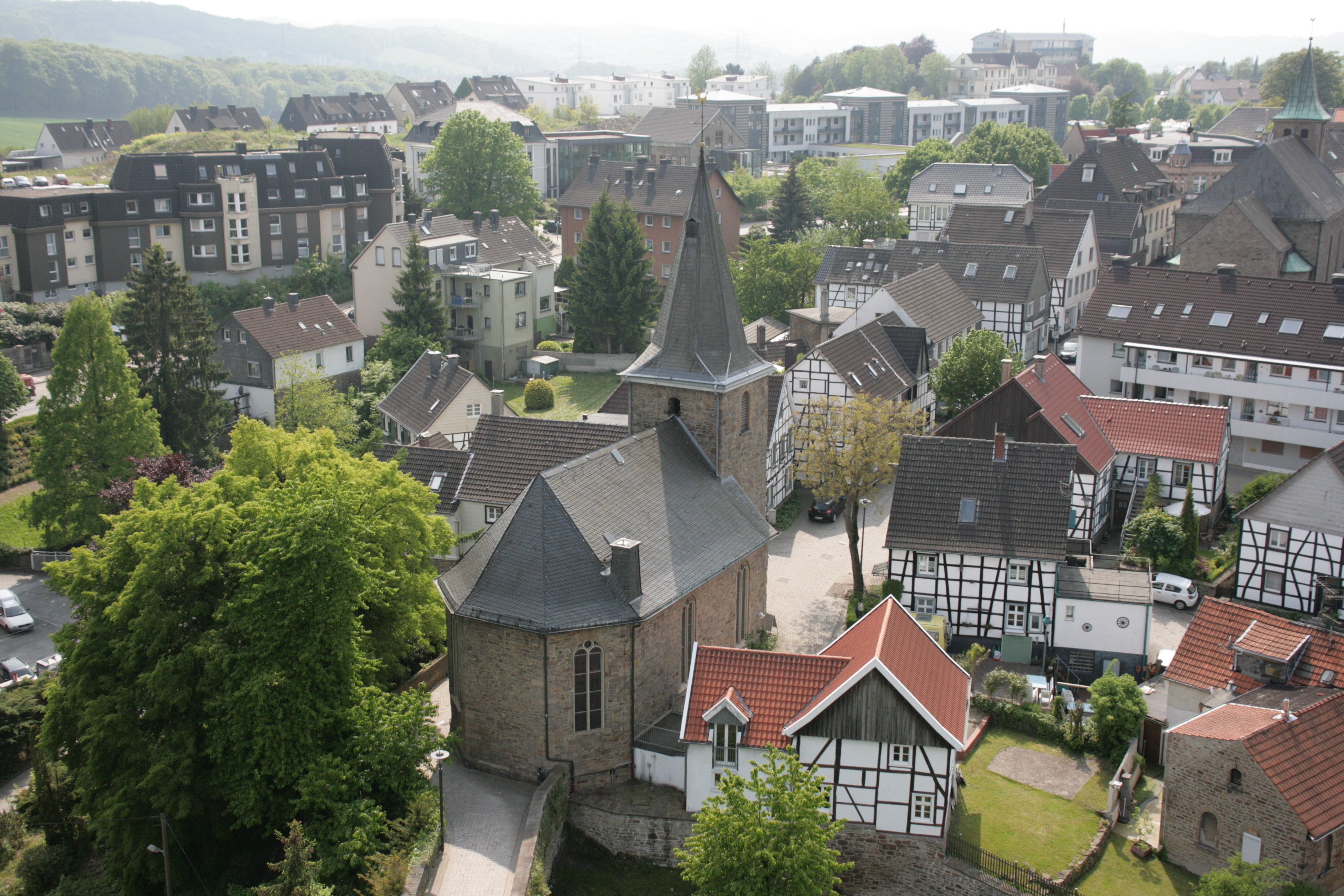
Blick vom Bergfried

Die Evangelische Kirche Blankenstein ist ein Kirchengebäude aus dem 18. Jahrhundert im Hattinger Stadtteil Blankenstein.
Die lutherische Lehre wurde in der Amtszeit des Burgkaplans Wilhelm
Steintgen (1527–1540) in Blankenstein eingeführt. Einige Jahrzehnte später erhielt die evangelische Gemeinde Blankensteins am 16. August 1607 von Herzog Johann Wilhelm I. die Erlaubnis, sich vom Kirchspiel St. Georg in Hattingen loszulösen. Die Kirche ist heute der Mittelpunkt der im Jahre 2005 durch Zusammenlegung entstandenen Evangelischen Kirchengemeinde Welper-Blankenstein mit rund 4000 Mitgliedern.
Das heutige Kirchenbauwerk entstand vermutlich im Jahre 1767, wie eine Jahreszahl über dem Turmeingang andeutet. Sie befindet sich an der Brücke zwischen Vorburg und Hauptburg der Burg Blankenstein. Der Turm selbst entstand 1775. An der Südseite des Kirchenschiffs ist noch ein alter Eingang zu erkennen. Der hölzerne Kanzelaltar stammt aus dem Frühbarock, der Taufstein von 1689. Die Kirchenfenster stammen aus dem Jahr 1870.
Die Kirche wurde zuletzt in den Jahren 1973 bis 1974 saniert. Seit 2006 sammelt die Gemeinde Gelder für eine neuerliche Instandsetzung. Unweit der Kirche befindet sich am Marktplatz die katholische Kirche St. Johannes Baptist.